# Partit Popular de la Rioja
El Partit Popular de la Rioja (PP la Rioja) és l'organització territorial del Partit Popular en  La Rioja. La seva seu central està al carrer Duquessa de la Victòria a la ciutat de Logronyo.
És el successor d'Aliança Popular, que va governar la comunitat autònoma entre 1987 i 1990, amb Joaquín Espert Pérez-Caballero de president, gràcies a un acord amb el PRP i CDS. El 1990, una moció de censura presentada pel PSOE, recolzada per PRP i dos diputats del CDS, el va desallotjar del poder. El 1995, sota el nou nom de Partit Popular, va tornar al capdavant amb Pedro Sanz. Sota la presidència de Pere Sanz, el PP va mantenir el poder a La Rioja amb majoria absoluta entre 1995 i 2015.
Després de les eleccions de 2015, el PP perdria la seva majoria absoluta, el que obligaria a Pedro Sanz a abandonar la presidència de la Comunitat a causa de les exigències de Ciutadans per donar suport a un nou govern popular. El seu successor en el càrrec va ser José Ignacio Cendrers, que va dirigir un govern en minoria amb el suport de Ciutadans.
En les eleccions de 2019, el PP va abandonar el govern després de la victòria del PSOE, que va formar un govern de coalició amb Podem i el suport d'Esquerra Unida.

## Comitè executiu
El Comitè Executiu nomenat en l'últim Congrés està format, en els seus principals càrrecs, per: 
- President:  José Ignacio Cendrers.
- Secretari general:  Alberto Bretón.
- Vicesecretari d'Organització:  Carlos Cuevas.
- Vicesecretari de Relacions Institucionals:  Ana Lourdes González.
- Vicesecretari de Política i Acció Municipal:  Carlos Yécora.
- Vicesecretari de Sectorial:  Alfonso Domínguez.
- Vicesecretari de Política Social:  Alberto Galiana.
- Vicesecretària de Participació:  Penélope Ramírez.

## Resultats electorals

### Parlament de La Rioja
| Any  | Candidat               | Vots        | %      | Escons  | +/- | Govern                     |
| ---- | ---------------------- | ----------- | ------ | ------- | --- | -------------------------- |
| 1983 | Joaquín Espert         | 54121 (#2)  | 40,31% | 15 / 35 |     | Oposició                   |
| 1987 | Joaquín Espert         | 50179 (#2)  | 34,78% | 13 / 33 | 2   | Coalició (PP-PR) (1987-90) |
| 1987 | Joaquín Espert         | 50179 (#2)  | 34,78% | 13 / 33 | 2   | Oposició (1990-91)         |
| 1991 | Joaquín Espert         | 59876 (#2)  | 42,20% | 15 / 33 | 2   | Oposició                   |
| 1995 | Pedro Sanz             | 81703 (#1)  | 50,31% | 17 / 33 | 2   | Majoria                    |
| 1999 | Pedro Sanz             | 80089 (#1)  | 51,28% | 18 / 33 | 1   | Majoria                    |
| 2003 | Pedro Sanz             | 84533 (#1)  | 49,54% | 17 / 33 | 1   | Majoria                    |
| 2007 | Pedro Sanz             | 84382 (#1)  | 49,67% | 17 / 33 | =   | Majoria                    |
| 2011 | Pedro Sanz             | 85975 (#1)  | 53,43% | 20 / 33 | 3   | Majoria                    |
| 2015 | Pedro Sanz             | 63094 (#1)  | 38,62% | 15 / 33 | 5   | Minoria                    |
| 2019 | José Ignacio Ceniceros | 53925 (#2)  | 33,06% | 12 / 33 | 3   | Oposició                   |
| 2023 | Gonzalo Capellán       | 75.859 (#1) | 45,44% | 17 / 33 | 5   | Majoria                    |

### Eleccions generals
| Any       | Vots       | %      | Escons |
| --------- | ---------- | ------ | ------ |
| 1977      | 19925 (#3) | 14,47% | 1 / 4  |
| 1979      | 18686 (#3) | 13,87% | 0 / 4  |
| 1982      | 64778 (#2) | 41,53% | 2 / 4  |
| 1986      | 58177 (#2) | 39,22% | 2 / 4  |
| 1989      | 60737 (#1) | 41,09% | 2 / 4  |
| 1993      | 78792 (#1) | 46,26% | 2 / 4  |
| 1996      | 88069 (#1) | 49,41% | 2 / 4  |
| 2000      | 91810 (#1) | 54,1%  | 3 / 4  |
| 2004      | 92441 (#1) | 49,94% | 2 / 4  |
| 2008      | 93104 (#1) | 49,51% | 2 / 4  |
| 2011      | 95124 (#1) | 54,7%  | 3 / 4  |
| 2015      | 67941 (#1) | 38,34% | 2 / 4  |
| 2016      | 73708 (#1) | 42,61% | 2 / 4  |
| 2019 (I)  | 47947 (#2) | 26,51% | 1 / 4  |
| 2019 (II) | 56450 (#2) | 34,23% | 2 / 4  |
| 2023      | 79715 (#1) | 45,64% | 2 / 4  |